# Вулиці Іллінців
Перелік поданих в таблиці назв вулиць,провулків, та площ міста Іллінці Вінницького району Вінницької області. 
Масивним шрифтом виділено Магістральні та головні вулиці  міста. 
| Назва                   | тип      | Колишні назви                            | Назву затверджено | Місцевість                              |
| ----------------------- | -------- | ---------------------------------------- | ----------------- | --------------------------------------- |
| Андрія Кобля            | вулиця   | Плисківська дорога Залізнодорожна        | 25.01.2024        | Морозівка                               |
| Антона Барткова         | вулиця   | Шкільна, Павла Пестеля                   | 25.01.2024        | Замчище, Містечко                       |
| Антона Барткова         | провулок | Пестеля                                  | 25.01.2024        | Замчище, Містечко                       |
| Барбари Сангушко        | провулок | Леніна                                   | 30.12.2015        | Варварівка                              |
| Берегова                | вулиця   |                                          | 09.04.2000        | Маримонт                                |
| Береговий               | провулок |                                          | 09.04.2000        | Маримонт                                |
| Богдана Хмельницького   | вулиця   |                                          | 10.01.1987        | Джупинівка, Морозівка                   |
| Бойка                   | вулиця   | Садова (частина вулиці)                  | 10.01.1987        | Містечко                                |
| Бойка                   | провулок | Садовий                                  | 10.01.1987        | Містечко                                |
| Бузкова                 | вулиця   | Ватутіна                                 | 25.01.2024        | Район Великого Базару, Дубина           |
| Варварівська            | вулиця   |                                          | 10.01.1987        | Варварівка                              |
| Велика Голицька         | вулиця   | Радянська                                | 30.12.2015        | Голики                                  |
| Виноградна              | вулиця   |                                          | 03.10.2007        | Дачний Масив                            |
| Виноградний             | провулок |                                          | 03.10.2007        | Дачний масив                            |
| Відродження             | вулиця   |                                          | 03.10.2007        | Дачний масив                            |
| Вільшанська             | вулиця   | Енгельса                                 | 30.12.2015        | Джупинівка                              |
| Вінницька               | вулиця   |                                          | 09.04.2000        | Павлівське передмістя                   |
| Весняна                 | вулиця   | Аркадія Гайдара                          | 30.12.2015        | Мікрорайон Аеродром, Поле Чудес         |
| Володимира Цибульського | вулиця   | Гагаріна                                 | 25.01.2024        | Мікрорайон Аеродром, Поле Чудес         |
| Волонтерів              | провулок | Максима Горького                         | 30.12.2015        | Містечко                                |
| Волошкова               | вулиця   | Куйбишева                                | 30.12.2015        | Район Великого Базару, Дубина           |
| Гетьмана Полуботка      | вулиця   |                                          | 01.04.2009        | Район Великого Базару                   |
| Героїв Афганістану      | вулиця   |                                          | 01.04.2009        | Район Великого Базару                   |
| Героїв України          | вулиця   | Карбишева                                | 25.01.2024        | Голики                                  |
| Голицька                | вулиця   |                                          | 03.10.2007        | Дачний масив                            |
| Грушевського            | вулиця   |                                          | 09.04.2000        | Варварівка                              |
| Данила Нечая            | вулиця   |                                          | 03.10.2007        | Дачний масив                            |
| Дачна                   | вулиця   |                                          | 03.10.2007        | Дачний масив                            |
| Джерельна               | вулиця   | Жовтнева                                 | 30.12.2015        | Голики                                  |
| Джупинівська            | вулиця   |                                          | 10.01.1987        | Джупинівка                              |
| Добровольського         | вулиця   | Антона Чехова                            | 25.01.2024        | Павлівське передмістя                   |
| Дружби                  | вулиця   |                                          | 10.01.1987        | Джупинівка                              |
| Європейська             | вулиця   | Карла Маркса                             | 30.12.2015        | Містечко, Польовий масив                |
| Європейська             | площа    | Леніна                                   | 26.06.2014        | Містечко                                |
| Європейський            | провулок | Карла Маркса                             | 30.12.2015        | Містечко                                |
| Ентузіастів             | вулиця   | Молодіжна                                | 10.01.1987        | Варварівка                              |
| Заводська               | вулиця   |                                          | 10.01.1987        | Голики                                  |
| Заміська                | вулиця   |                                          | 03.10.2007        | Дачний масив                            |
| Зарічна                 | вулиця   |                                          | 10.01.1987        | Зеленська                               |
| Зелена                  | вулиця   |                                          | 03.10.2007        | Дачний масив                            |
| Зодчих                  | вулиця   | Пролетарська                             | 30.12.2015        | Містечко                                |
| Зоряна                  | вулиця   | Чапаєва                                  | 30.12.2015        | Мікрорайон Аеродром, Поле Чудес         |
| Івана Ґонти             | вулиця   | Щорса                                    | 30.12.2015        | Голики, Мікрорайон Аеродром, Поле Чудес |
| Іжевського              | вулиця   |                                          | 03.10.2007        | Дачний масив                            |
| Івана Богуна            | вулиця   |                                          | 09.04.2000        | Морозівка                               |
| Івана Калашника         | вулиця   |                                          | 03.10.2007        | Дачний масив                            |
| Івана Мазепи            | вулиця   |                                          | 03.10.2007        | Дачний Масив                            |
| Івана Франка            | вулиця   |                                          | 10.01.1987        | Варварівка, Район Великого Базару       |
| Івана Франка            | провулок |                                          | 10.01.1987        | Варварівка                              |
| Калинова                | вулиця   | Калініна                                 | 30.12.2015        | Мікрорайон Аеродром, Поле Чудес         |
| Кармелюка               | вулиця   | Котовського                              | 30.12.2015        | Мікрорайон Аеродром                     |
| Квітнева                | вулиця   | Чкалова                                  | 26.04.2024        | Мікрорайон Аеродром, Поле Чудес         |
| Княгині Демидової       | вулиця   |                                          | 01.04.2009        | Район Великого Базару                   |
| Козацька                | вулиця   | 50 річчя жовтня                          | 30.12.2015        | Мікрорайон Аеродром, Поле Чудес         |
| Космонавтів             | вулиця   |                                          | 01.04.2009        | Садок                                   |
| Коцюбинського           | вулиця   |                                          | 29.09.1961        | Містечко, Мікрорайон Аеродром           |
| Лебедина                | вулиця   | Йони Якіра                               | 30.12.2015        | Джупинівка                              |
| Лесі Українки           | вулиця   |                                          | 10.01.1987        | Джупинівка                              |
| Лікарняна               | вулиця   | Суворова                                 | 26.04.2024        | Джупинівка                              |
| Лісова                  | вулиця   |                                          | 09.04.2000        | Поле Чудес                              |
| Лялі Ратушної           | вулиця   | Вінницький шлях                          | 10.01.1987        | Варварівка                              |
| Максима Кривоноса       | вулиця   | Климента Ворошилова                      | 30.12.2015        | Містечко                                |
| Максима Кривоноса       | провулок | Климента Ворошилова                      | 30.12.2015        | Містечко                                |
| Максима Ямкового        | вулиця   | Ціолковського                            | 25.01.2024        | Голики                                  |
| Мирна                   | вулиця   | 50 Років СРСР                            | 30.12.2015        | Містечко                                |
| Молодіжна               | вулиця   |                                          | 10.01.1987        | Містечко                                |
| Морозівська             | вулиця   | Богдана Хмельницького                    | 10.01.1987        | Морозівка                               |
| Набережна               | вулиця   | Набережна                                | 10.01.1987        | Варварівка                              |
| Незалежності            | вулиця   | Кальницький Шлях, Наливайківська, Кірова | 30.12.2015        | Містечко, Голики                        |
| Ніщинського             | вулиця   | Будьонного                               | 30.12.2015        | Містечко, Район Великого Базару         |
| Нова                    | вулиця   |                                          | 01.04.2009        | Маримонт                                |
| Олександра Багнюка      | вулиця   | Цукрова, Горького                        | 30.12.2015        | Містечко                                |
| Олексія Великого        | вулиця   | Тімірязєва                               | 25.01.2024        | Варварівка                              |
| Остапа Гоголя           | вулиця   | Миколи Гоголя                            | 26.04.2024        | Павлівське Передмістя                   |
| Павлівська              | вулиця   | Молодіжна, Фрунзе                        | 30.12.2015        | Джупинівка                              |
| Панаса Мирного          | вулиця   |                                          | 10.01.1987        | Джупинівка                              |
| Пирогова                | вулиця   | Шевченка                                 | 10.01.1987        | Джупинівка                              |
| Перемоги                | вулиця   |                                          | 10.01.1987        | Джупинівка                              |
| Перспективна            | вулиця   | Івана Черняховського                     | 25.01.2024        | Район Великого Базару                   |
| Петра Дорошенка         | вулиця   | Колгоспна                                | 30.12.2015        | Голики                                  |
| Подільська              | вулиця   |                                          | 10.01.1987        | Джупинівка                              |
| Польова                 | вулиця   |                                          | 10.01.1987        | Польовий Масив                          |
| Пошевка                 | вулиця   | Пушкіна                                  | 25.01.2024        | Мікрорайон Аеродром                     |
| Прибирежна              | вулиця   | Кутузова                                 | 26.04.2024        | Джупинівка                              |
| Радісна                 | вулиця   |                                          | 03.10.2007        | Дачний Масив                            |
| Ринкова                 | вулиця   |                                          | 01.04.2009        | Садок                                   |
| Сагайдачного            | вулиця   |                                          | 09.04.2000        | Маримонт                                |
| Садівнича               | вулиця   |                                          | 03.10.2007        | Дачний Масив                            |
| Садова                  | вулиця   |                                          | 10.01.1987        | Голики                                  |
| Світанковий             | провулок | Жовтневий                                | 30.12.2015        | Голики                                  |
| Світла                  | вулиця   |                                          | 10.01.1987        | Голики                                  |
| Свободи                 | вулиця   | Свободи                                  | 03.10.2007        | Дачний Масив                            |
| Слов'янська             | вулиця   | Артема                                   | 30.12.2015        | Варварівка                              |
| Соборна                 | вулиця   | Леніна                                   | 30.12.2015        | Містечко, Варварівка                    |
| Солов'їний              | провулок | Радянський                               | 30.12.2015        | Голики                                  |
| Сонячна                 | вулиця   |                                          | 01.04.2009        | Садок                                   |
| Студентська             | вулиця   | Червона Площа                            | 30.12.2015        | Містечко                                |
| Студентський            | провулок | Червона Площа                            | 30.12.2015        | Містечко                                |
| Стуса                   | вулиця   |                                          | 03.10.2007        | Дачний Масив                            |
| Тараса Шевченка         | вулиця   |                                          | 29.09.1961        | Район Великого Базару                   |
| Тараса Шевченка         | площа    | Червона Площа                            | 01.08.2019        | Містечко                                |
| Тиха                    | вулиця   |                                          | 03.10.2007        | Дачний Масив                            |
| Травнева                | вулиця   | Першотравнева                            | 26.04.2024        | Морозівка                               |
| Фестивальна             | вулиця   |                                          | 03.10.2007        | Дачний Масив                            |
| Хлібна                  | вулиця   | 40-річчя перемоги                        | 30.12.2015        | Містечко                                |
| Хлібний                 | провулок | 40-річчя перемоги                        | 30.12.2015        | Містечко                                |
| Чорновола               | вулиця   |                                          | 01.04.2009        | Район Великого Базару                   |
| Шкільна                 | вулиця   |                                          | 10.01.1987        | Морозівка                               |
| Щаслива                 | вулиця   | Комсомольська                            | 30.12.2015        | Голики                                  |
| Юності                  | вулиця   |                                          | 01.04.2009        | Садок                                   |
| Яблунева                | вулиця   |                                          | 10.01.1987        | Дачний масив, Поле Чудес                |
| Яблуневий               | провулок |                                          | 10.01.1987        | Дачний масив, Поле Чудес                |
| Ярослава Різника        | вулиця   | Льва Толстого                            | 25.01.2024        | Джупинівка                              |